# Randu Garut
Randu Garut is een bestuurslaag in het regentschap Semarang van de provincie Midden-Java, Indonesië. Randu Garut telt 2062 inwoners (volkstelling 2010).